# 羅曼·貝祖斯
羅曼·貝祖斯（烏克蘭語：Роман Анатолійович Безус，1990年9月26日—）是烏克蘭的一位足球運動員。在場上司職前鋒。他現在效力于比利時甲組聯賽A球隊根特。

## 外部連結
- Official Website Profile
- Profile on Transfermarkt